# Ligne Seibu Haijima
La ligne Seibu Haijima (西武拝島線, Seibu-Haijima-sen) est une ligne ferroviaire de la compagnie privée Seibu à Tokyo au Japon. C'est une branche de la ligne Seibu Shinjuku qui relie la gare de Kodaira à celle de Haijima.
Sur les cartes, la ligne Haijima est de couleur bleue et les stations sont identifiées par les lettres SS suivies d'un numéro.

## Histoire
La ligne a été ouverte le 2 novembre 1928.

## Caractéristiques

### Ligne
- Longueur : 14,3 km
- Écartement : 1 067 mm
- Alimentation : 1 500 Vcc par caténaire
- Nombre de voies :
  - Double voie de Kodaira à Tamagawa-Jōsui et de Musashi-Sunagawa à Seibu-Tachikawa
  - Voie unique de Tamagawa-Jōsui à Musashi-Sunagawa et de Seibu-Tachikawa à Haijima

### Tracé
|  |

### Services et interconnexions
La ligne est interconnectée avec la ligne Seibu Shinjuku à Kodaira et la ligne Seibu Tamako à Hagiyama.

### Liste des gares
La ligne comporte 8 gares, identifiées SS19, puis SS30 à SS36.
| Numéro | Gare                  | Nom japonais | Distance (km) | Correspondances                    | Localisation    |
| ------ | --------------------- | ------------ | ------------- | ---------------------------------- | --------------- |
| SS19   | Kodaira               | 小平         | 0             | Seibu : Shinjuku (interconnexion)  | Kodaira         |
| SS30   | Hagiyama              | 萩山         | 1,1           | Seibu : Tamako (interconnexion)    | Higashimurayama |
| SS31   | Ogawa                 | 小川         | 2,7           | Seibu : Kokubunji                  | Kodaira         |
| SS32   | Higashi-Yamatoshi     | 東大和市     | 5,7           |                                    | Higashiyamato   |
| SS33   | Tamagawa-jōsui        | 玉川上水     | 7,2           | Monorail Tama Toshi                | Tachikawa       |
| SS34   | Musashi-Sunagawa (ja) | 武蔵砂川     | 9,6           |                                    | Tachikawa       |
| SS35   | Seibu Tachikawa       | 西武立川     | 11,6          |                                    | Tachikawa       |
| SS36   | Haijima               | 拝島         | 14,3          | JR East : Hachikō, Itsukaichi, Ōme | Akishima        |

## Matériel roulant

### Actuel
La ligne Haijima est parcourue par des trains suivants.

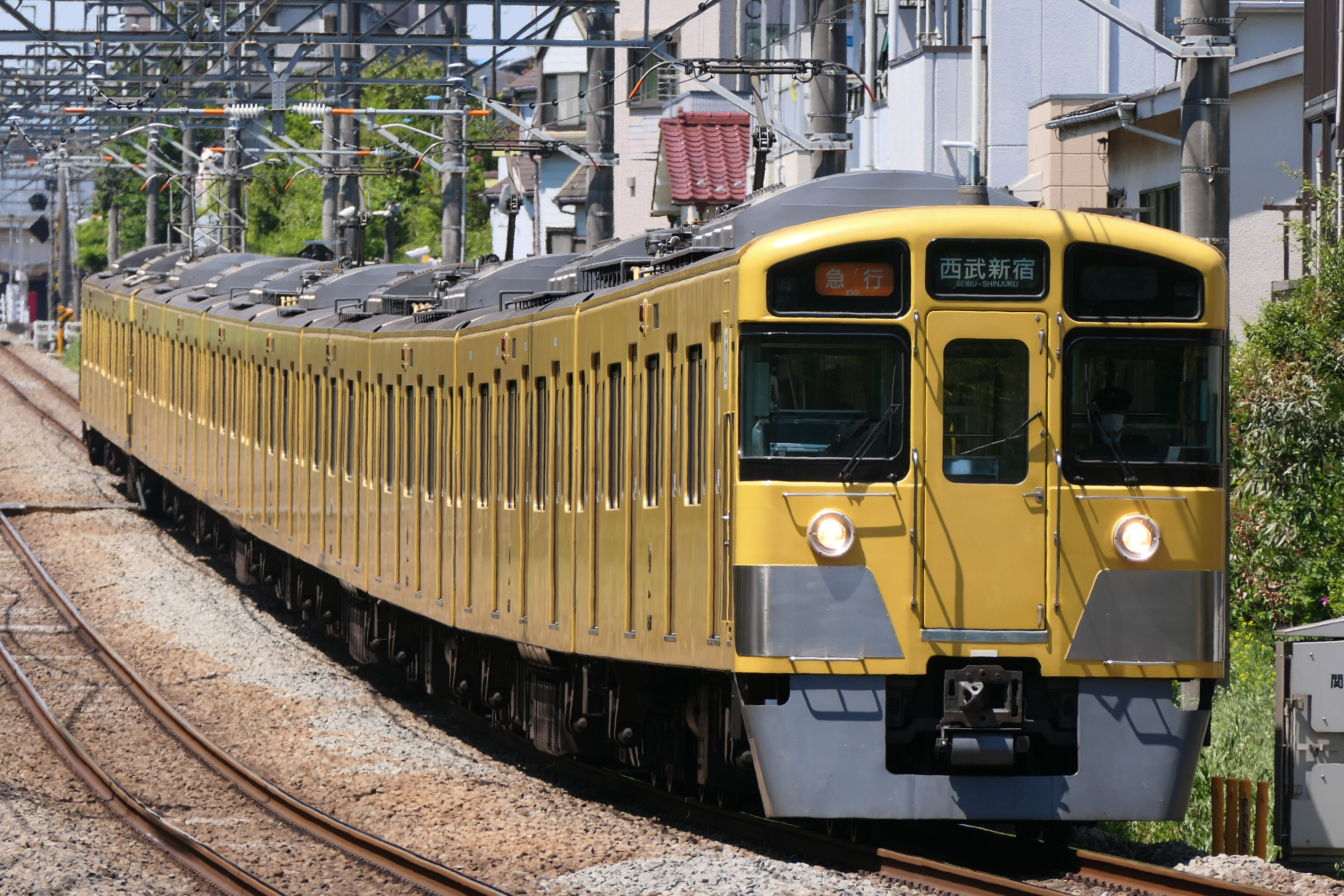
Seibu série 2000
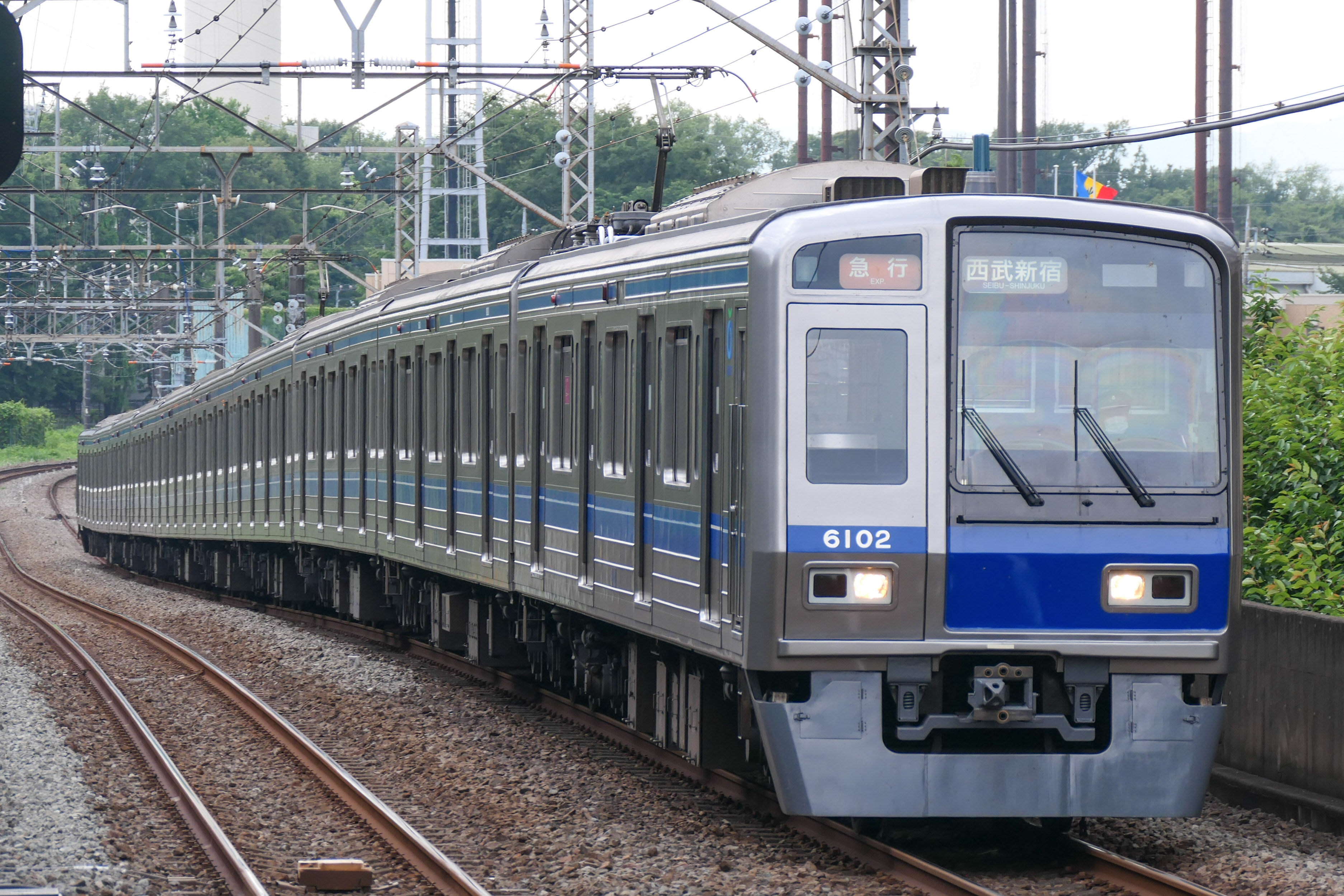
Seibu série 6000
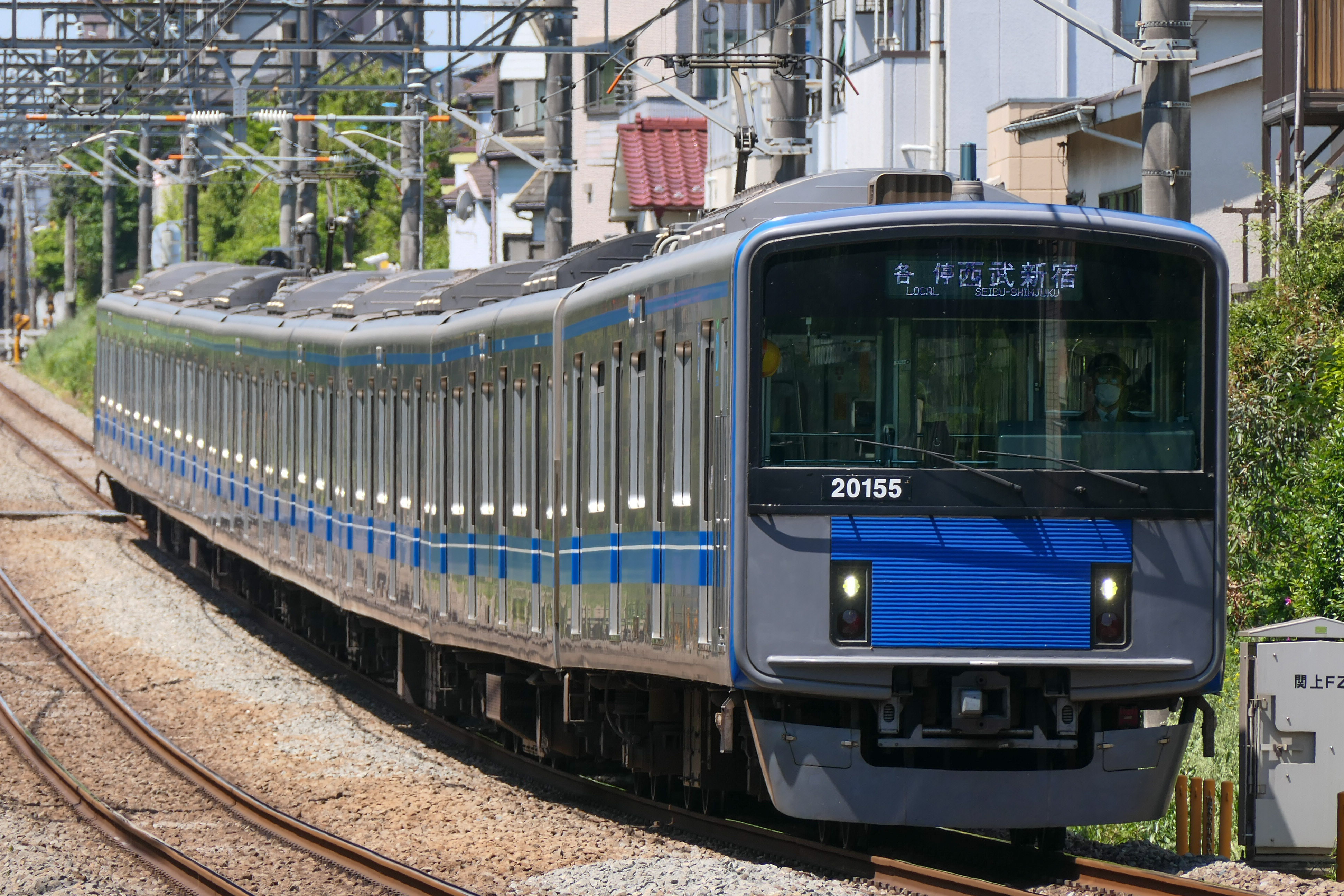
Seibu série 20000
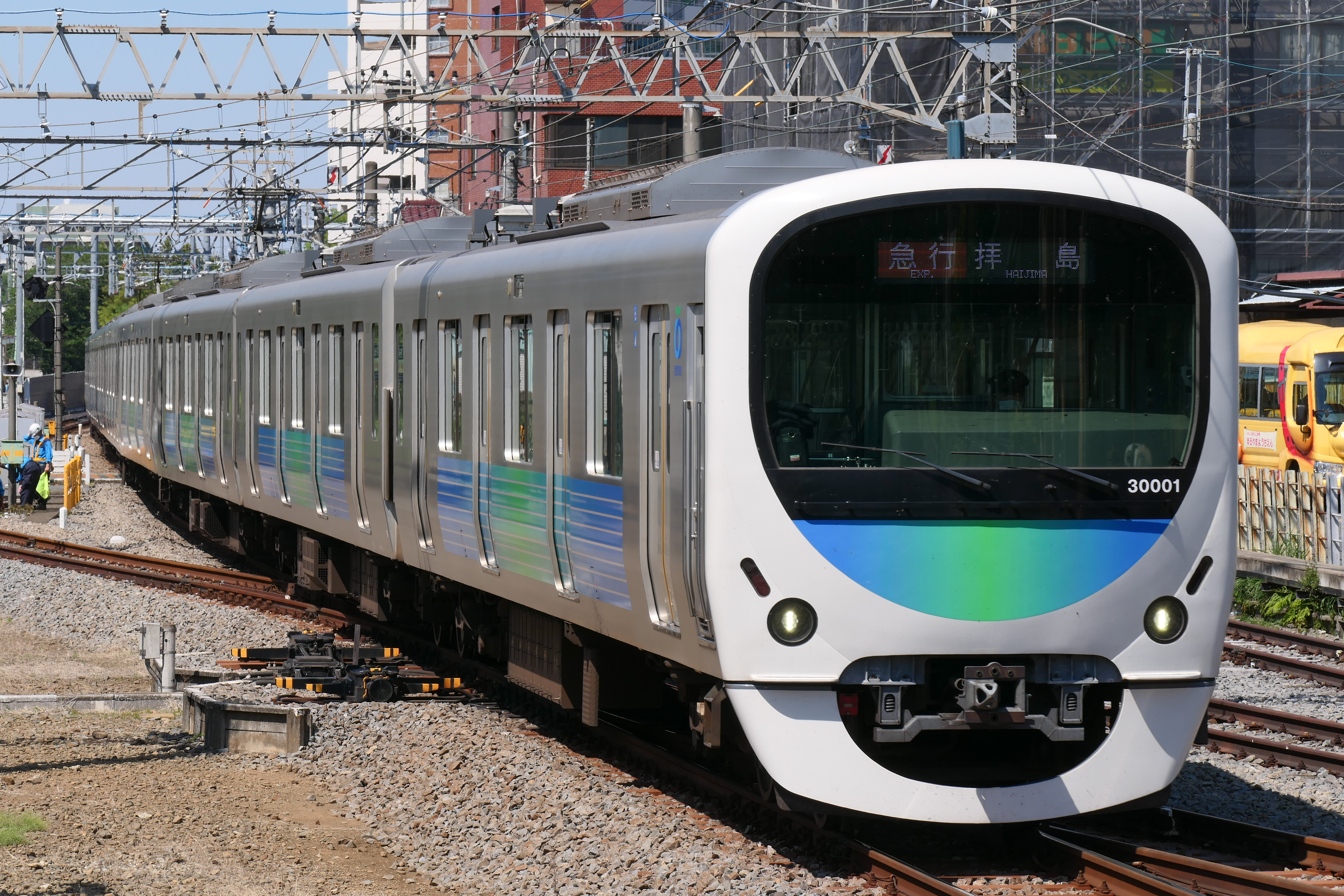
Seibu série 30000
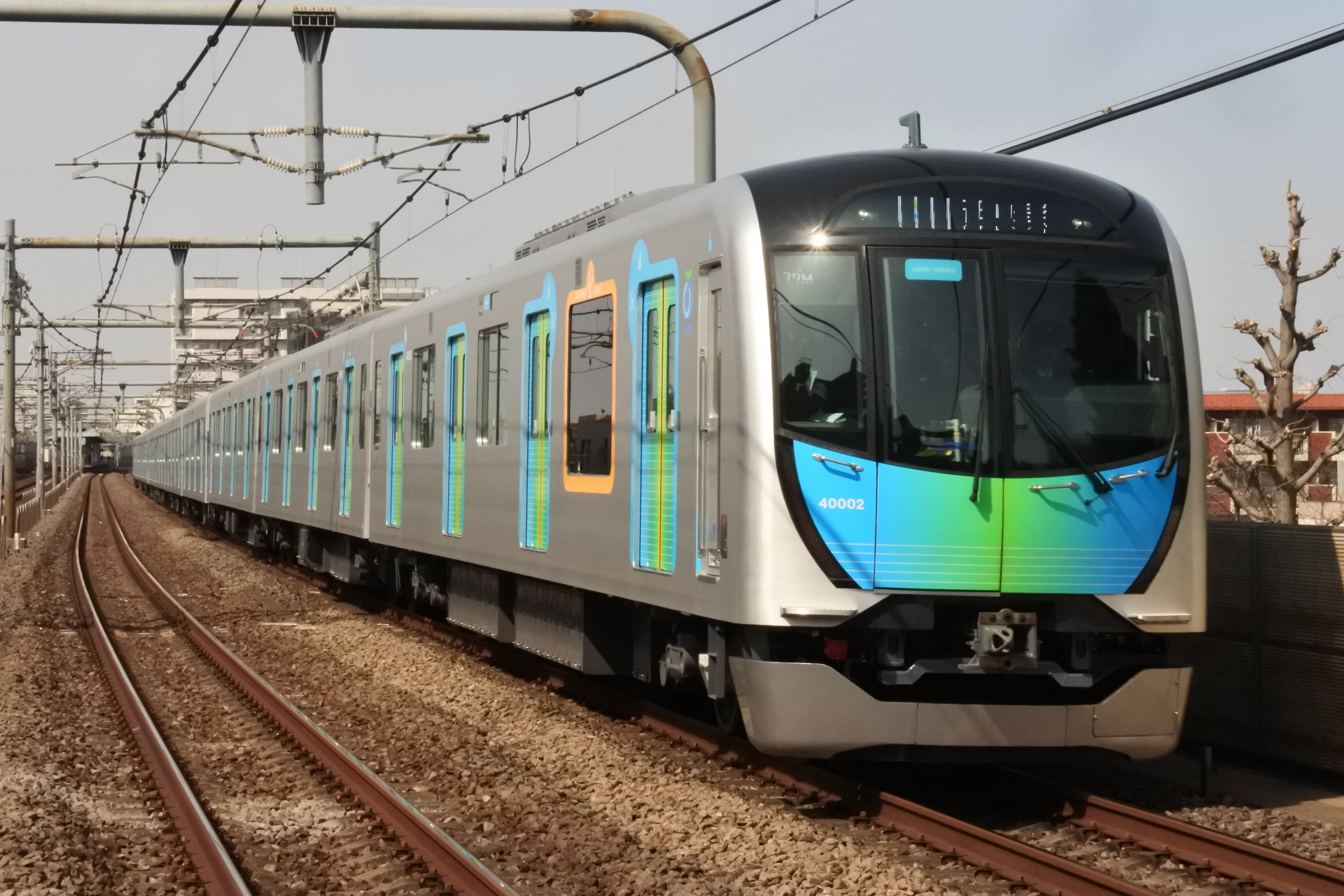
Seibu série 40000

### Ancien

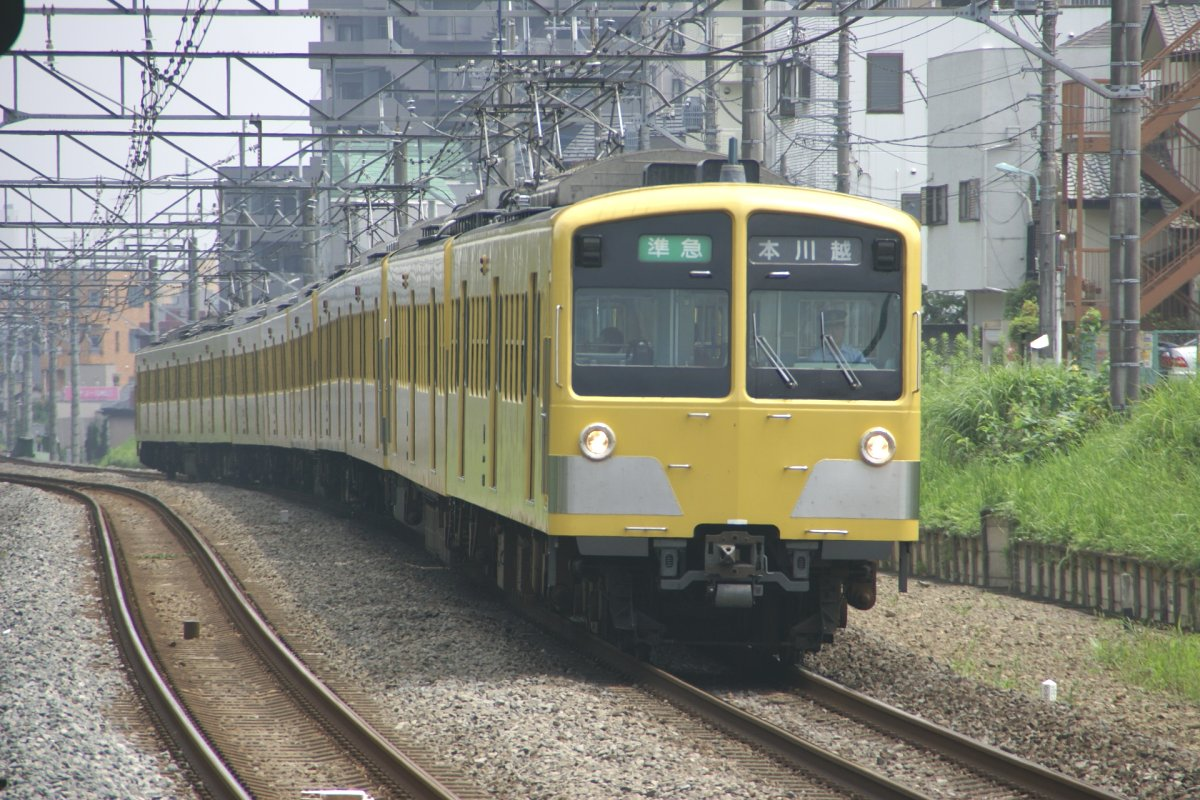
Seibu série 101
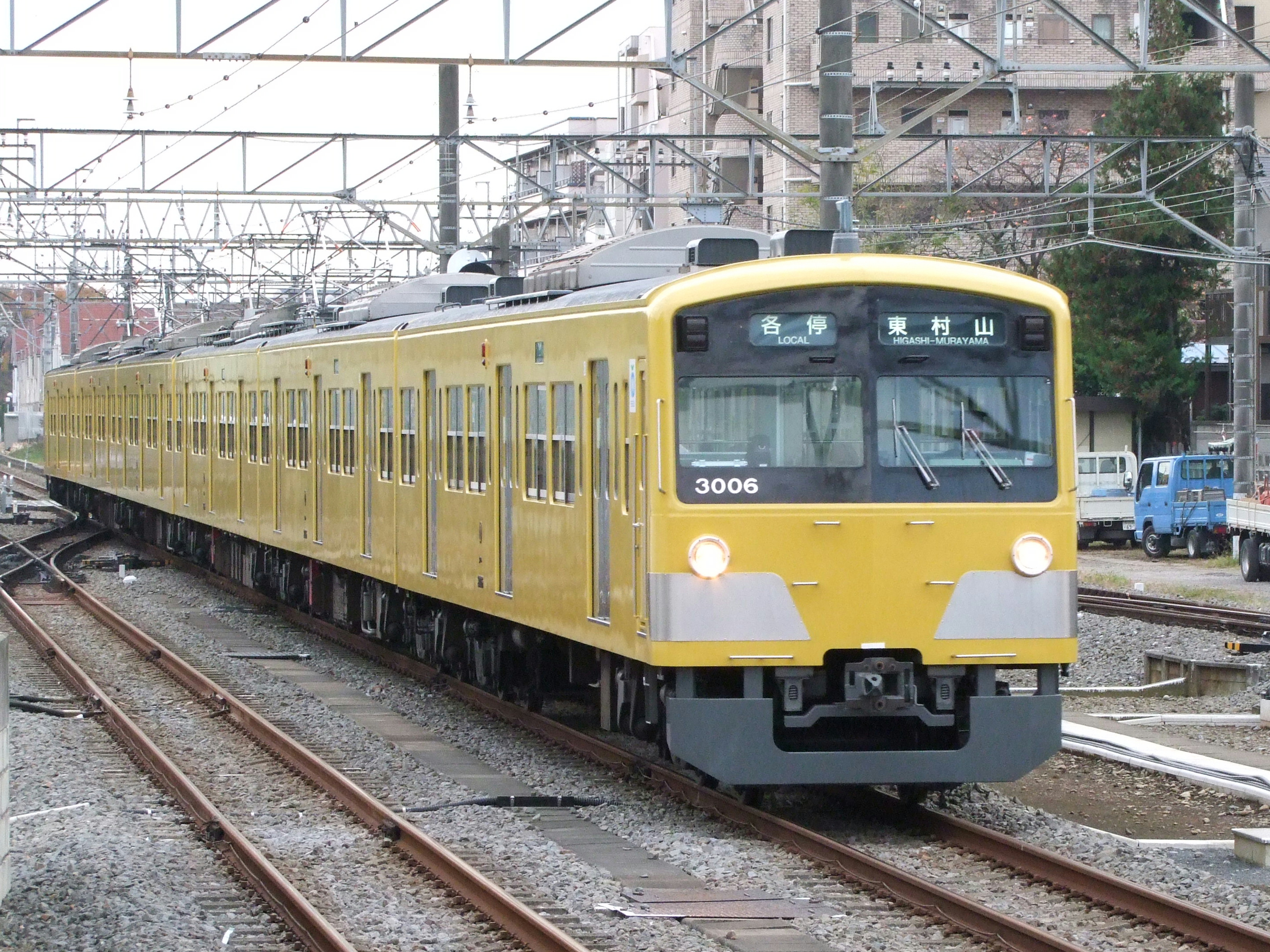
Seibu série 3000